# Operation Fair Play
Die Operation Fair Play war der Codename für den Staatsstreich vom 5. Juli 1977 durch den pakistanischen Generalstabschef Zia ul Haq, der die Regierung von Premierminister Zulfikar Ali Bhutto stürzte. Es handelte sich um einen unblutigen Staatsstreich.

## Hintergrund
Die Pakistan Peoples Party (PPP) übernahm die Regierungsgewalt nach den Parlamentswahlen 1970. Die Regierungsgewalt wurde nach der Unabhängigkeit Bangladeschs an die PPP übergeben. Die Regierung stützte sich auf die Sozialdemokratie und prägte somit den Alltag in Pakistan. Einige Historiker sind jedoch der Meinung, dass einflussreiche politische Parteien nicht dazu bereit waren, den Wahlsieg der PPP 1970 anzuerkennen. Der Geheimdienst Pakistans versuchte gemeinsam mit der Armee mehrmals die Regierung von Bhutto zu stürzen. Bhutto schickte 1976 sieben Generäle in den Ruhestand und erklärte Zia-ul-Haq zum neuen Armeechef. Zia bot Bhutto den Rang eines zivilen Kommandanten der pakistanischen Armee an.

### Wahlen 1977 und politische Krise
Neun religiöse Parteien gründeten 1976 das Parteienbündnis Pakistan National Alliance (PNA). Im Januar 1977 begann Bhutto nach Ankündigung von Parlamentswahlen seinen Wahlkampf. Die PNA war eine religiöse, rechtsnationale Bewegung, die auf religiöse Botschaften im Wahlkampf setzte.
Die PPP setzte im Wahlkampf auf soziale Gerechtigkeit in der Landwirtschaft und Wirtschaft. Viele Anhänger der PNA versammelten sich auf deren Wahlkampfauftritten. Die Resultate der Wahlen zeigten jedoch, dass sich die PPP 155 von 200 Sitzen im Parlament sicherte. Die PNA erreichte nur 36 Sitze im Parlament. Beide Parteien und viele Menschen in beiden Landesteilen zeigten sich von der Resultaten überrascht. Die PNA war nicht bereit, die Ergebnisse der Wahlen zu akzeptieren und beschuldigte die Regierung der PPP der Wahlmanipulation.
Die PNA gab weiter an, bei der Stimmenabgabe behindert worden zu sein. Sie warf der PPP vor, dass ihre Anhänger, als Polizisten verkleidet, Wahlboxen aus den Wahllokalen entfernten. Es wurden vorgefertigte Stimmzettel in den Straßen von Karachi und Lahore gefunden. Es kamen die Gerüchte auf, dass der Premierminister die Wahlmanipulation in wichtigen Wahlkreisen angeordnet habe. Die PNA ging daraufhin auf die Straße und forderte den Rücktritt von Bhutto. Es kam zu Unruhen und gewalttätigen Protesten in ganz Pakistan, denn Bhutto lehnte einen Rücktritt als Premierminister ab. Die PNA nutzte Moscheen um die Menge aufzustacheln. Bei Zusammenstößen zwischen Polizei und Demonstranten starben insgesamt über 200 Menschen. Zia ul Haq brachte den Kriegshelden von 1965 und 1971, Tajammul Hussain Malik, vor das Militärgericht. Dieser Schritt schadete jedoch seiner Popularität in der Armee. Es wird angenommen, dass Sympathisanten von Malik für den Tod von Zia ul Haq verantwortlich sind. Bhutto nutzte die Polizeigewalt, um die Situation zu kontrollieren. Ein Militäroffizier überredete Bhutto, das Kriegsrecht einzuführen und die Verhandlungen mit der PNA zu beschleunigen. Die PPP akzeptierte in den Verhandlungen nahezu jede Forderung der PNA. Die Verhandlungen kamen jedoch durch den Staatsbesuch Bhuttos im Mittleren Osten zum Stillstand. Dies wurde von der PNA kritisiert. Pakistanische Medien gingen davon aus, dass die Verhandlungen scheitern würden. Die pakistanische Armee kam zusammen, um über die Situation zu beraten. Bhutto kehrte aus dem Mittleren Osten zurück, und das Militär putschte sich an die Macht, um die politische Krise zu beenden.

## Der Putsch
Operation Fair Play war der Codename des Militärputsches von 1977. Zia ul Haq setzte die Regierung von Bhutto ab. Der Auslöser des Putsches waren die misslungenen Verhandlungen über Parlamentswahlen zwischen der PPP und der PNA. Der Codename Operation Fair Play sollte implizieren, dass eine harmlose Intervention eines Unparteiischen, der die Regeln respektiert, zu freien und fairen Wahlen führt.
Zia ul Haq versprach, die nächsten Wahlen innerhalb von 90 Tagen abzuhalten. Zia ul Haq ließ Bhutto-Anhänger der PPP und PNA festnehmen, löste das Parlament und die Provinzregierungen auf und führte das Kriegsrecht ein. Eine militärische Kommission unter Vorsitz von Zia übernahm die Regierungsgeschäfte. Bhutto und die PPP wurden wegen Mordes an politischen Gegnern angeklagt.